# Tjetjeniens nationalsang
Shatlak's Sang (Tjetjenien: Шатлакхан Илли / Shatlakkhan Illi) er nationalsang for Tjetjenien, tekst af Hodshy-Ahmed Kadyrov og musik af Umar Beksultanov.